# 四厘借款合同
四厘借款合同，是指在甲午战争后清政府为支付对日赔款而由許景澄于1895年7月6日在圣彼得堡与俄法两国银行签订的一份借款合同，因有众多法国银行参与其中，故又称俄法借款合同。除借款合同本身以外，还附有一份四厘借款声明文件，此份文件主要规定借款相关事宜和俄国享有的特权。

## 签订背景
1895年，甲午战争清政府战败被迫签订《马关条约》，《马关条约》规定清政府必须向日本赔款2亿两白银，其中第一期赔款应于1895年10月17日支付。但当时清政府每年的财政收入不足9000万两，财政支出与此相差甚少，少有结余。1895年4月，为了偿还赔款，清政府想要英国允许按从价税百分之五的比例提高关税。但此时清政府对外贸易主要对象就是英国，提税无疑会损害英国利益，因此遭到掌控清政府海关的英国拒绝，在对内加税无望的情况下，清政府只能向西方列强寻求借款。

## 谈判过程
清政府首先考虑向英国借款，在通过海关总税务司英国人赫德向英国传达借款意愿后，赫德立即电告英国首相罗斯伯里。但除了英国外，其他列强也对借款一事颇感兴趣。1895年5月初，德国外交部电示其驻华领事告李鸿章称：“中国借债，应请令德银行承借，不应专向英借。”德国驻华公使绅珂也威胁清政府说：“没有德国的同意和参加，中国不得订立借款。”李鸿章为了笼络德国并利用列强矛盾以降低借款条件答称：“德商利轻可借”，给出的借款条件是“四厘或四厘五，不折扣。”为了利用列强间的争夺以获取最佳借款条件，李鸿章也向法国发出了借款邀请。为此，法国外交部长阿诺托电告法国驻华公使施阿兰“通知中国政府，法国一些第一流企业准备在借款中起重要作用。”
在英法德三国争执不休的情况下，英国于5月22日正式提议成立一个“德、英、法三国银行团”对中国联合贷款。但德国对由英国控制的中国海关心存顾虑，提出对清政府的贷款不能仅以中国海关收入作担保，应当专门成立一个管理中国债务的机构”。法国初期同意德国设立专门债务管理机构的主张，但又担心自己在此机构中被孤立，因此决定邀请俄国也参与其中。5月中旬，法国正式提出吸收俄国参加拟议中的国际银行团，并建议维特组织俄国银行团并与法国银行团共同行动，以便同英德两国相抗衡，并借此从资金不足的俄国处攫取更多利益。俄国方面对此以“对事情不太熟悉，不能对这一提议给予任何答复”表示婉拒。:82
俄国表示婉拒并非对借款不感兴趣，反而所图甚大。5月1日，俄国外交大臣罗巴诺夫直接召见清政府驻俄公使许景澄称：“闻中国拟将偿费借付日本，此事俄国户部已筹良策，有益中国，预备询商。乃闻欲向不肯合劝之英国商借，颇觉诧异。特请代达国家，应先商俄国，方见交谊。”:115月2日和3日，中国驻俄公使许景澄两次致电清政府，转达俄、德、法三国在中国战后借款赔款问题上的立场，强调三国对中国准备向英国借款表示不满，希望清政府慎重考虑三国在干涉还辽事件中的贡献。5月8日维特以干涉还辽一事为借口再次威胁许景澄‘’俄主愿中国偿费早给，日兵早退‘’，次日，清政府召集恭亲王奕诉、庆亲王奕劻、户部尚书翁同龢、兵部尚书孙毓汶、步军统领荣禄商讨战后借款事宜，最终在俄国压力下，清政府决定放弃向英国借款，仅在参与干涉还辽的俄、德、法的三国中分摊借款
在将英国排除竞争后，时任财政大臣谢尔盖·维特于5月11日向许景澄提出要求由俄国提供全部贷款，称已“筹备巨款，约合一万万两数作借”:5。此种要求显然并不符合清政府利益，因此清政府于5月15日电示许景澄让其告知俄国“现德、法亦愿借款，拟俄款商定，再与酌定”；向俄国“订借五千万两，由税关出票，户部盖印，按期拨还”:9。罗巴诺夫回应道：“分办不如勿借”，减借“不合俄主筹退日兵本意”:17，再次以还辽之事威胁。此时日本针对三国干涉还辽尚未作出正式回应，未免再生波折，清政府最终决定向俄国妥协，同意俄国的要求，寻求俄国借款。
1895年6月27-28日，许景澄与俄国草拟了《四厘借款合同》及《四厘借款声明文件》并电告总理衙门。7月6日，许景澄在俄国财政大臣维特、外交大臣罗拔诺夫见证的情况下，代表清政府和四家俄国和六家法国银行正式签订了《四厘借款合同》和《四厘借款声明文件》。 

## 借款合同主要内容
四厘借款合同共十九条:626-629，其主要内容概括如下：
1. 借款总额四亿法郎，合一亿金卢布（约合银一亿两）；
2. 由六家法国银行与四家俄国银行分摊；
3. 以九四又八分之一（94.125％）折扣交付，年息四厘；
4. 偿还期限三十六年，不得提前或一次还清；以关税收入作担保。

## 声明文件主要内容
四厘合同声明文件共五条:630，其主要内容概括如下：
1. 清政府以海关为借款作保，并应告知俄国海关上年进项及已押借款与每年分还本息各数；
2. 清政府允许将关税拨还前押本息外，即还此款，至以后借款，每年亦在分还此款后，再行拨用；
3. 此款偿还过程中，不拘何故而发生中断或延缓时，俄国政府在清政府同意之下，对签订借款之银行负责，惟清政府应另许俄国以别项进款担保；
4. 清政府声明无论何国何故，决不许其办理照看岁入等项权利，如清政府经允许他国此种权利，亦准俄国均霑；
5. 此声明文件与条约同等效力，效力自清政府向承办借款银行还清借款为止。

## 后续
合同签订第二天，维特邀请参与借款的法国银行商谈，提议专门建立一个银行以处理监督清政府偿还四厘借款、在中国建铁路等事宜，此银行即为著名的华俄道胜银行。